# 張舉 (成化進士)
張舉（1459年—？），字孟賢，直隸真定府欒城縣人，民籍，明朝政治人物。

## 生平
成化十九年癸卯科順天府鄉試第八十六名舉人。成化二十三年（1487年）中式丁未科會試第二百二十二名，二甲第六十八名進士。授户部主事，初监京城明智坊诸草场及巡象马牛等房，后监宣武門诸税，复督天津运军采秋青草。官至湖广岳州府知府。

## 家族
曾祖張參；祖父張恭；父張才，母武氏。具庆下。